# Flabellina cooperi
Flabellina cooperi är en snäckart som först beskrevs av Cockerell 1901.  Flabellina cooperi ingår i släktet Flabellina och familjen Flabellinidae. Inga underarter finns listade i Catalogue of Life.